# Каргачинская, Любовь Филипповна
Любовь Филипповна Каргачинская (1908 — 1995) — передовик советского сельского хозяйства, звеньевая колхоза «Путь к социализму» Лабинского района Краснодарского края, Герой Социалистического Труда (1948).

## Биография
Родилась в 1908 году в станице Ерёминская, ныне Краснодарского края. Русская.
Получив начальное образование, трудоустроилась в бригаду полеводов в колхоз «Путь к социализму». Работала здесь со дня его основания, была звеньевой полеводческой бригады.
По итогам 1947 года её звено получила высокий урожай зерновых. На площади 9,1 гектара получено 37,03 центнера зерна.
Указом Президиума Верховного Совета СССР от 6 мая 1948 года за получение высоких урожаев ржи в 1947 году Любови Филипповне Каргачинской было присвоено звание Героя Социалистического Труда с вручением ордена Ленина и медали «Серп и Молот».
Продолжала работать в колхозе звеньевой. С 1950 года и до выхода на пенсию работала свинаркой на животноводческой ферме.
Жила в родной станице Ерёминская. Умерла в 1995 году.

## Награды
За трудовые и боевые заслуги был удостоен:
- золотая звезда «Серп и Молот» (06.05.1948)
- орден Ленина (06.05.1948)
- другие медали.